# Bedlno (województwo świętokrzyskie)
Bedlno – wieś sołecka w Polsce, położona w województwie świętokrzyskim, w powiecie koneckim, w gminie Końskie.
W skład sołectwa Bedlno wchodzi także wieś Kopaniny.
Prywatna wieś szlachecka, położona była w drugiej połowie XVI wieku w powiecie opoczyńskim województwa sandomierskiego. W latach 1975–1998 wieś administracyjnie należała do województwa kieleckiego.
Wieś jest siedzibą rzymskokatolickiej parafii św. Anny.

## ICzęści wsi
| SIMC    | Nazwa     | Rodzaj    |
| ------- | --------- | --------- |
| 0243464 | Bugaj     | część wsi |
| 0243470 | Karczunek | część wsi |
| 0243487 | Morawy    | część wsi |
| 0243493 | Piaski    | część wsi |
| 0243501 | Pod Górą  | część wsi |
| 0243518 | Zagóra    | część wsi |
| 0243524 | Zakościół | część wsi |

## Historia
Wieś królewska do wieku XIV, a od 1393 szlachecka w historycznym powiecie opoczyńskim.

Z badań dokumentów kościelnych, a także prowadzonych prac archeologicznych podczas budowy kolejnego kościoła wynika że pierwszy kościół drewniany stawiano w Bedlnie prawdopodobnie w X wieku. (Jest to zaledwie hipoteza nie potwierdzona opisem historycznych dokumentów)
W 1054 Kazimierz I funduje kościół murowany pod wezwaniem Jezusa ukrzyżowanego i św. Anny ma o tym świadczyć wykuty w kamiennej futrynie napis łaciński o treści A † D MLIV † JESUS NAZARENUS REX J. S, ANNA ORA PRO NOBIS. Patronat należał do panującego w kraju a pleban zawsze był capellanus Regis aż do 1393 kiedy to cały klucz dóbr Bedlińskich oddano Piotrowi Rpiszka stanu rycerskiego.
W 1394 Piotr Rpiszka, starosta Opoczyński, za zgodą swych pasierbów Mikolaja, Krystyna, Piotra, Paszkona i Wacława wieś swą Małków wraz z sadzawką i młynem pod Bedlnem, kościołowi w Bedlnie daje. Darowiznę tę potwierdza król Władysław Jagiełło.
W XV wieku pisze o istnieniu parafii Długosz w Liber Beneficiorum (Długosz L.B I, 350, 352,596).
Pomiędzy wiekiem XV a XVIII Bedlno, w drodze sukcesji, po wielokroć zmienia właścicieli.
W 1779 Filip Libiszewski, Obersztelleytnant Wojsk Koronnych, jest dziedzicem Bedlna.
W XIX wieku Bedlno to wieś i folwark w gminie Sworzyce powiatu opoczyńskiego ówczesnej guberni radomskiej.
Podług spisu z 1827 wieś liczyła 18 domów i 234 mieszkańców. Ludność wiejska zajmowała się wyrobem sukna.
We wsi kościół parafialny murowany. Parafia Bedlno w dekanacie opoczyńskim liczyła w XIX wieku 2905 wiernych.
W Bedlnie urodził się Eulogiusz Wyssogota-Zakrzewski, polski działacz nielpodległościowy, powstaniec.